# Куп Србије у рагбију 2012.
Куп Србије у рагбију 2012. је било 6. издање Купа Србије у рагбију. 
Трофеј је освојио Победник.
| Освајач купа Србије у рагбију 2012. |
| ----------------------------------- |
| Рагби клуб Победник 3. трофеј       |